# Beauvois-en-Cambrésis
Beauvois-en-Cambrésis és un municipi francès, situat a la regió dels Alts de França, al departament del Nord. L'any 2006 tenia 3.706 habitants. Limita al nord amb Bévillers, a l'est amb Béthencourt, al sud-est amb Caudry, al sud-oest amb Fontaine-au-Pire i al nord-oest amb Boussières-en-Cambrésis i Carnières.

## Demografia
| 1962                                       | 1968  | 1975  | 1982  | 1990  | 1999  | 2006  |
| ------------------------------------------ | ----- | ----- | ----- | ----- | ----- | ----- |
| 2.454                                      | 2.286 | 2.260 | 2.258 | 2.099 | 1.994 | 2.104 |
| Des de 1962: població sense dobles comptes |       |       |       |       |       |       |

## Administració
| Període | Identitat     | Partit |
| ------- | ------------- | ------ |
| 1977-   | Gérard Devaux | PS     |